# Längd (bakverk)

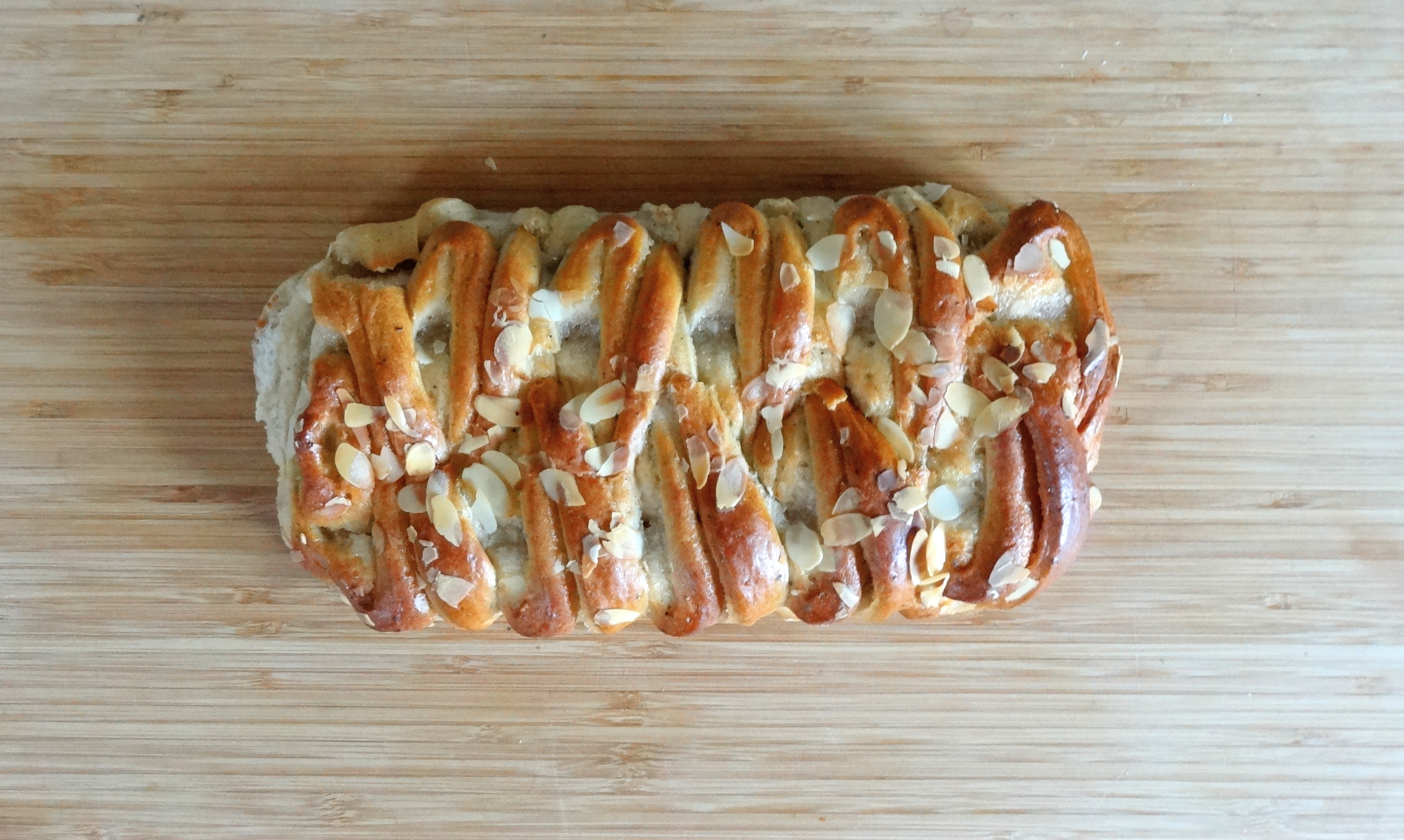
En mandellängd.

En längd är ett flätat, avlångt bakverk av vetebröd (ibland benämnt vetelängd) med odefinierad längd som ofta innehåller glasyr, pärlsocker eller andra söta tillsatser, liknande en bulle men avsedd att skivas. Både wienerbröd (wienerlängd) och karlsbaderbröd (karlsbaderlängd) förekommer som längd.